# Primaris Airlines
A Primaris Airlines era uma companhia aérea charter americana com sede em Enterprise, Nevada, nos Estados Unidos. Operava serviços nacionais e internacionais. Sua base principal era o Aeroporto Internacional McCarran, em Las Vegas.

## História
A companhia aérea foi fundada em 2002 e iniciou suas operações em 1 ° de junho de 2004. Tinha 140 funcionários em janeiro de 2008. Ela obteve a certificação parte 121 certificada pela FAA em junho de 2004 como operadora doméstica, de bandeira e suplementar. Alcançou a certificação ETOPS de 180 minutos em 3 de novembro de 2006. A Primaris suspendeu as operações em 2 de dezembro de 2008 devido à falta de recursos disponíveis.
A Primaris foi o primeiro cliente da Boeing nos Estados Unidos para sua nova aeronave Boeing 787 Dreamliner, com um pedido de 20 aeronaves. A Primaris planejava usar essas aeronaves para expandir seus serviços internacionalmente, mas cancelou sua intenção de comprar a nova aeronave Boeing em junho de 2006. Nenhum motivo foi fornecido para o cancelamento do pedido.
A Primaris operou o Kona Shuttle por alguns anos de Oakland, CA (OAK) a Kona, Havaí (KOA).
Em 10 de outubro de 2008, a Primaris Airlines entrou com um pedido de proteção contra falência, Capítulo 11, no Tribunal de Falências de USB, Distrito do Arizona. Depois de vários meses tentando garantir o financiamento de continuação, o administrador CH.11 mudou para converter o depósito para liquidação CH.7 em 30 de março de 2009.

## Serviços Operacionais
Devido à falta de financiamento de serviços regulares, a Primaris Airlines permaneceu uma pequena companhia aérea charter.

## Frota
A frota da Primaris Airlines incluiu as seguintes aeronaves (1 de dezembro de 2008):
| Aeronaves      | Total | Notas |
| -------------- | ----- | ----- |
| Boeing 757-200 | 2     |       |